# Plewnia
Plewnia – wieś w Polsce położona w województwie wielkopolskim, w powiecie kaliskim, w gminie Ceków-Kolonia.
W latach 1975–1998 miejscowość administracyjnie należała do województwa kaliskiego.